# 遠山景晋
遠山 景晋（とおやま かげくに/かげみち）は、江戸時代後期の幕臣。通称は金四郎。隠居後は楽土。官位は従五位下・左衛門少尉。旗本遠山景好の養子。
テレビドラマ（時代劇）『遠山の金さん』などの主人公のモデルとして知られる遠山景元の父として有名。

## 経歴
永井直令の四男として誕生した。明和4年（1767年）12月、知行五百石の旗本遠山家と養子縁組。天明6年（1786年）閏10月遠山家を相続する。
寛政元年（1789年）5月、榊原忠寛の娘と婚姻。
寛政6年（1794年）、景晋43歳（数え）のとき第2回昌平坂学問所の学問吟味に甲科筆頭で及第、同年、養父の実子（義弟）景善を養子に迎えた。
遠山家は幕府の主要ポストとは無縁の家柄であったが、試験後実際には、目付、長崎奉行、勘定奉行など異例の昇進を果たした。寛政8年には受験OBによる受験対策書「対策則」を書く。博覧強記の自信があっても、広範に述べても成績にはつながらず、朱子学に沿った答案をつくり、他説には批判的に論述するべきなど、受験技術を解説し、関係者に写本が流通した。
寛政11年（1799年）から文化8年（1811年）までの12年間に、蝦夷地出張3回、長崎出張1回、対馬出張2回にのぼり、幕府の蝦夷地直轄（寛政11年（1799年）から）、ロシア使節レザノフ長崎来航（文化元年（1804年））、朝鮮通信使易地聘礼（文化8年（1811年））などにあたり、現地に派遣されるなど、江戸幕府の対外政策の第一戦を担って東西奔走した。
文化元年（1804年）のロシア船来航の際には、幕府の代表としてニコライ・レザノフと会談を行い、レザノフ事件のきっかけを作った。文化2年（1805年）8月、西蝦夷地見聞として江戸を出立して、翌3年には宗谷まで見聞している。後に長崎奉行となり、江戸に戻った後は勘定奉行などを勤めた。文政6年（1823年）、定信の後継定永の白河から桑名への転封（三方お得替え）にあたって、関係三藩の調整を行っている。文政年間の能吏として知られ、中川忠英、石川忠房と共に三傑と呼ばれた。
最も名を馳せているのは町奉行・遠山景元の父親としてである。
もともと景晋の養子入りした遠山家は、明知遠山氏庶流の出で、あまり昇進とは縁のない家であったが、景晋は実家永井家がたどって来た出世ルートに乗り、後の景元が活躍する基礎を築いた。景晋は蝦夷地でロシア人との交渉の記録を松前奉行村垣定行と共に「西蝦夷日記」にまとめた。「国書総目録」には、ほかにも景晋の著作が14冊も挙げられている。
天保8年（1837年）に死去。法名は、静定院殿従五位下前金吾校尉光善楽土大居士。
墓所は遠山家の菩提寺である本妙寺（東京都豊島区）。学問を通じた交流があり、墓碑銘を撰した林述斎は、その碑文で景晋の功績を讃えた最後に、「急流勇退」の人物だと高く評価している。

## 江戸幕府役職履歴
- 天明7年（1787年）、小姓組番に就任。
- 寛政4年（1792年）、第1回昌平坂学問所の学問吟味に上役の薦めで参加。及第者の発表はなかったが、将軍徳川家斉が上覧するため答案を清書するよう命じられており、実質最高成績かそれに近かったと考えられる。
- 寛政6年（1794年）、第2回昌平坂学問所の学問吟味に甲科筆頭で及第。同じ甲科には大田南畝がおり、漢詩のやり取りなどの交流があった。
- 寛政11年2月10日（1799年3月15日）、西丸小姓組のまま蝦夷地御用を命じられ蝦夷地・幌泉まで検分。同年冬、蝦夷地御用を離れる。この時の紀行『未曾有之記』を著わす。
- 寛政12年1月25日（1800年2月18日）、西丸小姓組番頭松平図書頭忠命組衆から十三番徒頭に異動。時に金四郎を称す。
- 享和2年3月17日（1802年4月19日）、51歳（実際は39歳）で、徒頭から目付に異動。在職中、金四郎から左衛門に改称する。
- 文化元年（1804年）12月、ロシア船来航につき長崎に出張御用。
- 文化4年6月3日（1807年7月8日）、異国船来航により蝦夷地へ出張御用。同日、従五位下に叙し左衛門少尉に任官。
- 文化9年2月17日（1812年3月29日）、目付から長崎奉行に異動。
- 文化13年7月24日（1816年9月13日）、長崎奉行から作事奉行に異動。
- 文政2年9月24日（1819年11月11日）、68歳（実際は56歳）で、作事奉行から勘定奉行・公事方に異動。
- 文政3年6月24日（1820年8月2日）、公事方から勝手方に異動。
- 文政12年2月7日（1829年3月11日）、勘定奉行を辞す。

## 系譜
- 父：永井直令
- 母：不詳
- 養父：遠山景好
- 正室：榊原忠寛の娘
  - 男子：遠山景元（1793年 - 1855年）
- 養子
  - 男子：遠山景善（1770年 - 1825年） - 遠山景好の子

## 旗本・遠山金四郎家の知行所
- 上総国夷隅郡岩熊村の内 300石
- 下総国豊田郡今泉村の内 217石6斗5升7合196・樋橋村の内　53石2斗5升9合399・中居指村の内　2石4斗1升9合